# Bosszú (indulat)
A bosszú egy szilaj indulat.

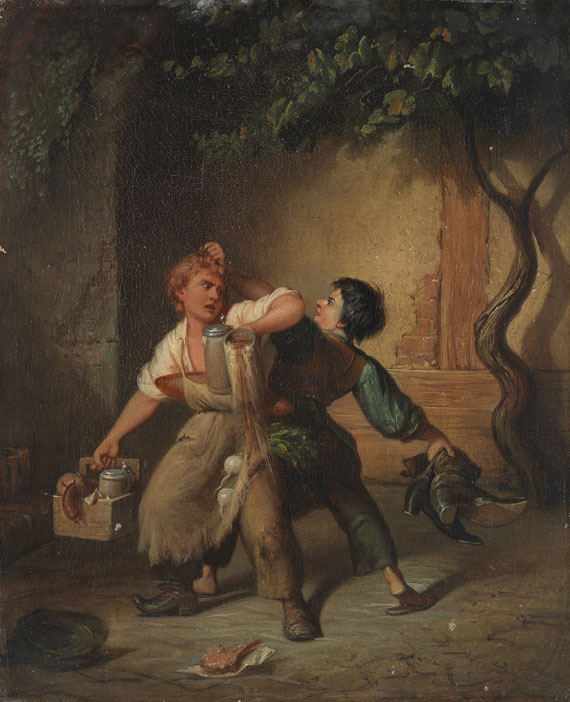
Jakob Emanuel Gaisser festménye

A bosszú valamely képzelt vagy valódi sérelem, sérelmeknek megtorlását veszi célba. Tulajdonképpen – sokak vélekedése szerint – az embernél is az állati ösztön olyan nyilvánulása, amely az ellenségével szemben könyörületet nem ismer. Aki az emberen bosszút áll, az nem latolgatja az őt ért történt sérelem nagyságát, hanem ellenfelét (akár szoros, akár átvitt értelemben) megsemmisíteni törekszik. Az ember önzése ilyenkor mintegy vérengző mámorba esik, amiből csak a megtorlás után ocsudik fel.
A modern ember számára elrettentő az, ha a bosszú szolgálatában az ész és a felszínes műveltség fegyverei is beállanak. A mai társadalmi viszonyok között a korrektség máza alatt, a bosszú érzése mögött az egoista ember lelkében forrongó méreg lappang.
A mai erkölcsi felfogás szerint nincs „nemes bosszú”; a bosszú eleve nemtelen.
...a sérelmeiért visszavágó személyekre a negatív érzelmek gyakoribb megjelenése jellemző, kevésbé tudnak ezen emóciókon uralkodni, valamint nehezen tudják a kedvezőtlen helyzetekre adott negatív reakcióikat kordában tartani.